# Wartburg 1.3
Wartburg 1.3 — сімейство передньоприводних малолітражних автомобілів, що виготовлялися в 1988-91 роках компанією Wartburg і прийшло на заміну моделі 353.

## Опис

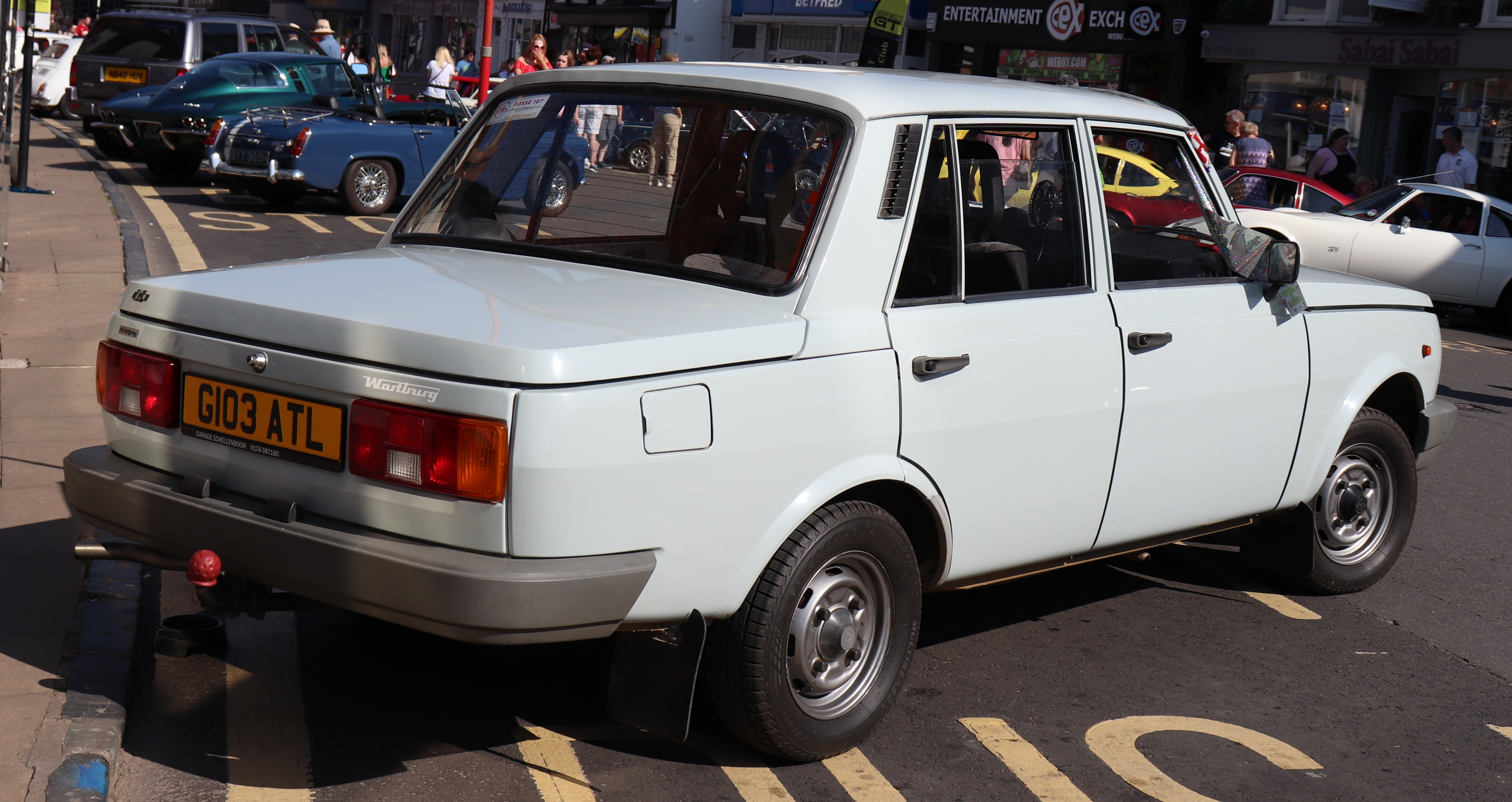
Wartburg 1.3

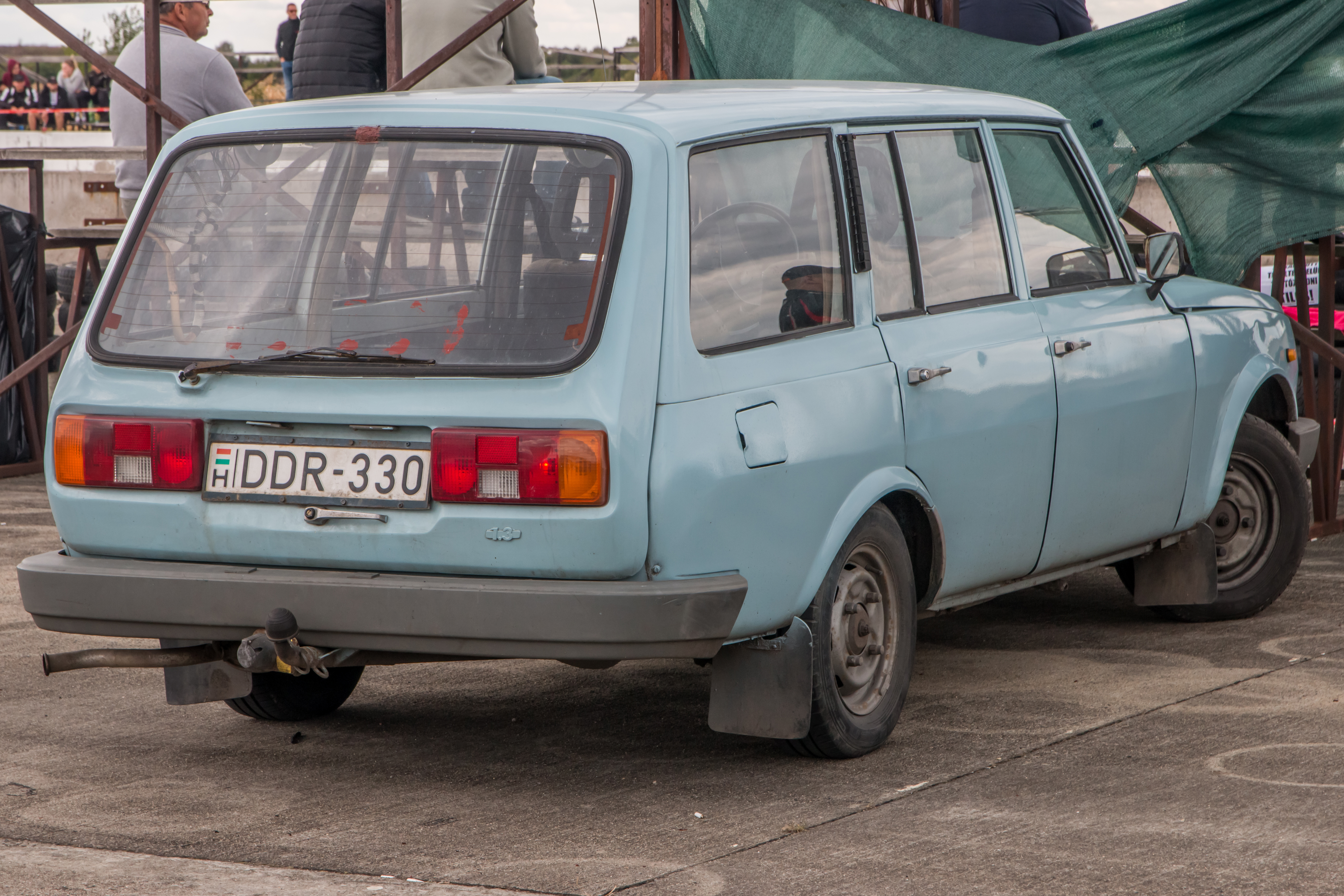
Wartburg 1.3 Tourist

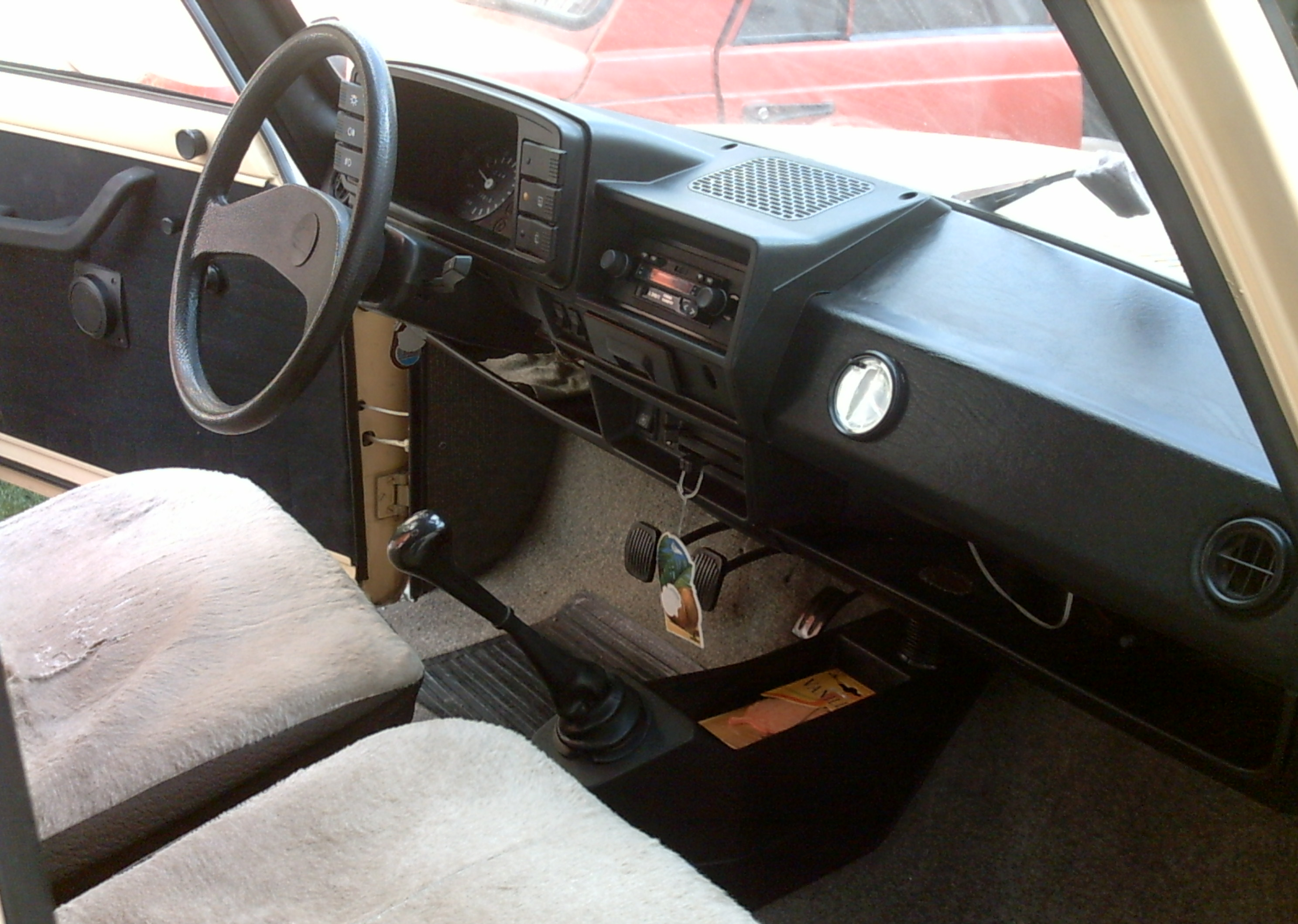
Салон Wartburg 1.3

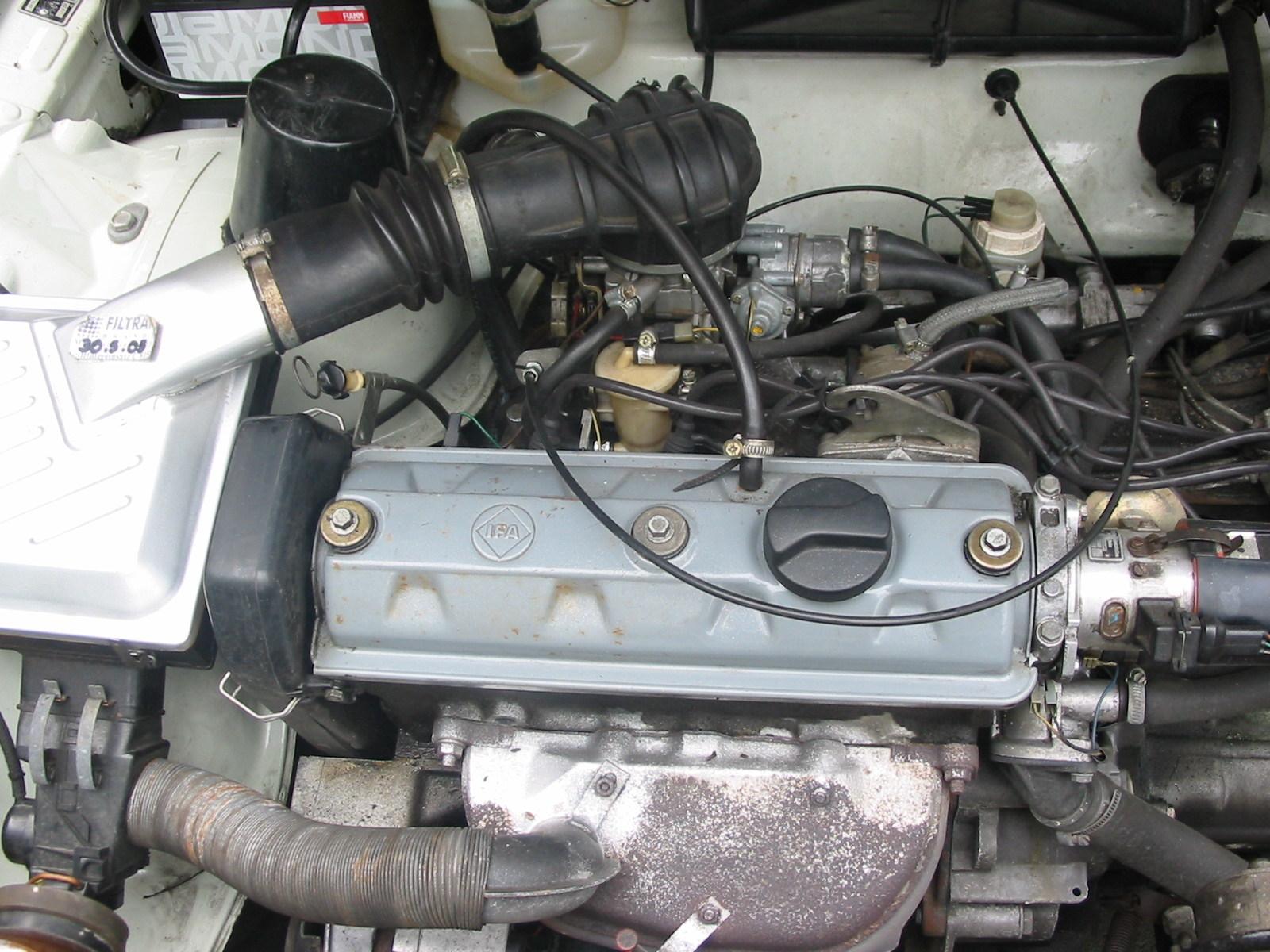
Двигун

Хоча застарілість і непрактичність двотактного двигуна Wartburg 353 була очевидна з технічної і експлуатаційної точки зору, вирішальним аргументом на користь його заміни на чотиритактний виявилася порівняно невисока паливна економічність - у другій половині 1980-х років в НДР почалися перебої з пальним. Конструктори встали перед вибором - або радикально переробити конструкцію двотактного мотора, довівши його до стандартів, заданих сучасними чотиритактними (зокрема, розроблявся проект двигуна з «нормальною» системою змащення і приводним продувальним компресором G-Lader виробництва VW, що дозволяло здійснювати живлення мотора чистою бензоповітряною сумішшю) - на що не вистачило ні часу, ні сил і засобів в народному господарстві НДР - або замінити його сучасним чотиритактним іноземної розробки (рішення, якого до того моменту принципово уникали).
А тут представлена пропозицію з боку західнонімецької фірми Volkswagen за свій рахунок налагодити в НДР випуск розроблених нею двигунів з оплатою у вигляді частини випущеної спільним підприємством продукції. В результаті з 1988 року на автозаводі в Айзенах стали збирати «Вартбурги» з ліцензійними виробничим об'єднанням IFA 1,3-літровим 64-сильним двигуном «Фольксваген», аналогічний встановлюється на Volkswagen Polo II. Це потребувало значної зміни компонування автомобіля - двигун розташували поперечно і скомпонували з двохвальною механічною коробкою передач, що мала підлоговий важіль перемикання. Зовні Wartburg 1.3 відрізнявся від пізнього 353 зміненим облицюванням передка з трьома прорізами замість чотирьох.
Тим часом і в такому вигляді машина користувалася дуже обмеженим попитом в Європі, окремі партії поставлялися до СРСР.
На відміну від, скажімо, Волзького автомобільного заводу, або чеської «Шкоди», що мали на момент розпаду соціалістичної співдружності досить сучасні виробничі потужності, розраховані на випуск великої кількості автомобілів, підприємство Automobilwerk Eisenach, що випускало «Вартбурги», завжди залишалося порівняно невеликим і мало вкрай застаріле обладнання, що робило його продукцію досить дорогою. Після переходу Східної Німеччини на розрахунки в дойчмарки автомобіль позбувся свого останнього козиря - низької ціни, так як він став коштувати DM 20.000 - що було порівняно з ціною нового VW Golf II. У 1991 році виробництво було припинено, і в тому ж році завод відійшов «Опелю».
На рубежі 1980-90-х рр. значна кількість старих автомобілів цієї марки перегнали до СРСР офіцери Радянської Армії, котрі служили в країнах Східної Європи. Багато машин активно експлуатувалися в пострадянських країнах. Деякі з цих «Вартбургів» залишалися на ходу і на початку 2010-х років.

## Двигуни
- 1272 см3 BM 860 I4 58/64 к.с.